# バルセロナ包囲戦 (1697年)
1697年のバルセロナ包囲戦（バルセロナほういせん、英語: Siege of Barcelona）は、大同盟戦争におけるフランス軍による包囲。

## 経過
ヴァンドーム公ルイ・ジョゼフ・ド・ブルボンは終了したイタリア戦線からの増援を含む3万2千の軍勢でバルセロナを包囲、8月10日にゲオルク・フォン・ヘッセン＝ダルムシュタット率いる駐留軍を降伏させた。
ジョン・リーンによると、フランス軍は9千人を失い、スペイン軍は1万2千人を失った。アントニオ・エスピノ・ロペスによると、スペイン軍は戦死4,500、負傷800、フランス軍は死傷者15,000であった。